# Weschkaima
Weschkaima (russisch Вешка́йма) ist eine Siedlung städtischen Typs in der Oblast Uljanowsk in Russland mit 6619 Einwohnern (Stand 14. Oktober 2010).

## Geographie
Der Ort liegt knapp 90 km Luftlinie westsüdwestlich des Oblastverwaltungszentrums Uljanowsk auf einer Erhebung zwischen dem Fluss Barysch und seinem linken Zufluss Weschkaima, im Bereich der Wolgaplatte.
Weschkaima ist Verwaltungszentrum des Rajons Weschkaimski sowie Sitz der Stadtgemeinde Weschkaimskoje gorodskoje posselenije. Zu dieser gehören neben der Siedlung die Dörfer Bely Kljutsch (12 km nordnordöstlich), Chowrino (8 km nordöstlich), Kotjakowka (12 km südöstlich), Krasny Bor (9 km südöstlich), Oborino (10 km nordnordöstlich), Oserki (7 km südlich), Weschkaima (7 km nordwestlich) und Wyrypajewka (9 km nordwestlich) sowie die Siedlung Salesny (5 km südwestlich) gehören.

## Geschichte
Der Ort entstand 1898 im Zusammenhang mit dem Bau der Eisenbahnstrecke Insa – Simbirsk, als dort eine nach dem Fluss beziehungsweise dem etwa sieben Kilometer nordwestlich gelegenen gleichnamigen Dorf benannte Station errichtet wurde. Die Bezeichnung ist vermutlich ersjanischer Herkunft. Das Dorf entstand bereits im 17. Jahrhundert als Wehrsiedlung im Verlauf der Karsun-Simbirsker Verhaulinie.
Sie Stationssiedlung entwickelte sich beschleunigt ab Anfang der 1920er-Jahre und wurde am 25. Januar 1935 Verwaltungssitz eines neu geschaffenen, nach ihr benannten Rajons. 1957 erhielt der Ort den Status einer Siedlung städtischen Typs.

### Bevölkerungsentwicklung
| Jahr | Einwohner |
| ---- | --------- |
| 1939 | 4657      |
| 1959 | 2705      |
| 1970 | 4136      |
| 1979 | 5361      |
| 1989 | 7781      |
| 2002 | 7150      |
| 2010 | 6619      |

Anmerkung: Volkszählungsdaten

## Verkehr
Weschkaima besitzt einen Bahnhof bei Kilometer 793 der 1898 eröffneten Eisenbahnstrecke (Moskau –) Insa – Uljanowsk.
Durch die Siedlung verläuft die Regionalstraße 73K-1431, die an der knapp 40 km nördlich vorbeiführenden föderalen Fernstraße R178 Saransk – Uljanowsk beginnt, durch das 20 km nördlich gelegene benachbarte Rajonzentrum Karsun und von Weschkaima weiter nach Südosten zur Straße Uljanowsk – Barysch  führt. Nach Süden zweigt die 73K-1432 direkt in die gut 40 km südlich gelegene Kleinstadt Barysch ab.